# Ursula Ott
Ursula Ott (geboren am 21. November 1963 in Ravensburg) ist eine deutsche Journalistin und Sachbuchautorin. Seit 2014 leitet sie als Chefredakteurin das Magazin Chrismon sowie dessen Online-Kanal.

## Lebens- und Berufsweg
Ursula Ott wuchs mit ihrer drei Jahre älteren Schwester im oberschwäbischen Ravensburg auf und machte am Welfen-Gymnasium Abitur. Sie hat anschließend Journalistik, Politik und Französisch in München an der Ludwig-Maximilians-Universität sowie in Paris und Madrid studiert. Zusätzlich absolvierte sie die Deutsche Journalistenschule in München.
Journalistische Erfahrungen sammelte Ott als Gerichtsreporterin der Frankfurter Rundschau, ab 1990 drei Jahre lang als Redakteurin bei der Frauenzeitschrift Emma sowie bis 2002 als Redakteurin der Wochenzeitung Die Woche. Darüber hinaus arbeitete sie fast zehn Jahre lang als Kolumnistin für diverse Magazine sowie als Autorin für GEO, Brigitte, Der Spiegel u. a. und als freie Hörfunk- und TV-Autorin.
Seit 2014 ist Ursula Ott Chefredakteurin des evangelischen Magazins Chrismon und des Online-Kanals „evangelisch.de“. Die strikte Trennung von Journalismus und Kirchen-PR ist ihr in dieser Funktion sehr wichtig.
Ott ist Mutter von zwei Söhnen und lebt in Köln und Frankfurt am Main. Sie ist eine bekennende Anhängerin des Fußballvereins 1. FC Köln.

## Ehrenamtliches Engagement
Ursula Ott ist Mitglied im Journalistinnenbund und war in diesem bundesweiten Berufsnetzwerk mehrfach als Mentorin aktiv. Vom Bonn Institut für Konstruktiven Journalismus wurde sie ins Kuratorium berufen, ebenso vom Bayerischen Forschungszentrum für interreligiöse Diskurse. In der Otto-Göbel-Jugend-Stiftung ist sie im Vorstand engagiert.

## Preise (Auswahl)
- 1998: Rerum Novarum, Preis für Zivilcourage im Journalismus
- 1999: Journalistenpreis „Frauen fördern Frauen“ von Johnson und Johnson
- 2000, 2012: Kölner Medienpreis
- 2001: Medienpreis der Stiftung Ravensburger
- 2007: Andere Zeiten-Medienpreis

Ursula Ott wurde mehrfach als Journalistin des Jahres im Bereich Chefredaktion nominiert.

## Werke (Auswahl)
- Wo ist die Fernbedienung? Fast alles über Männer, Frauen und Kinder. dtv, München 2005, ISBN 978-3-423-20830-7.
- Schöner scheitern. Warum es genauso schwierig ist, die Welt zu retten wie den richtigen Biergarten zu finden. dtv, München 2009, ISBN 978-3-423-40141-8.
- Total besteuert. Wie ich einmal ganz alleine den Staatshaushalt retten sollte. dtv, München 2010, ISBN 978-3-423-34597-2.
- Was Liebe aushält. Hansisches Druck- und Verlagshaus, Frankfurt am Main 2014, ISBN 978-3-86921-259-3.
- Das Haus meiner Eltern hat viel Räume. btb, München 2021, ISBN 978-3-442-77056-4.
- Gezwisterliebe. Vom Streiten, Auseinandersetzen und Versöhnen. btb, München 2024, ISBN 978-3-442-77454-8.